# Langenbach bei Kirburg

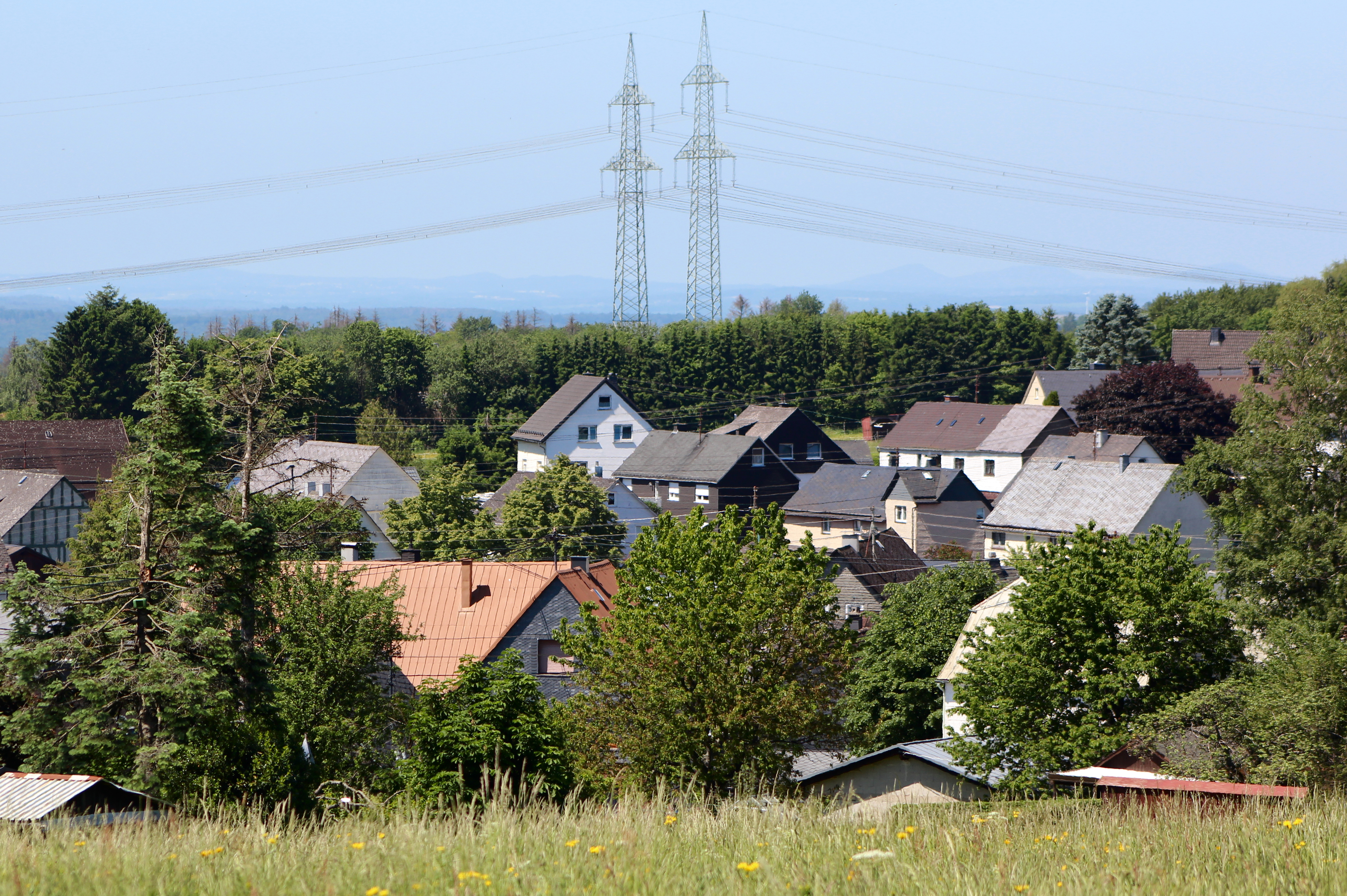
Ansicht von Langenbach

Langenbach bei Kirburg (mundartlich: Langemisch) ist eine Ortsgemeinde im Westerwaldkreis in Rheinland-Pfalz. Sie gehört der Verbandsgemeinde Bad Marienberg (Westerwald) an.

## Geographische Lage
Die Gemeinde liegt im Westerwald zwischen Limburg an der Lahn und Siegen bzw. zwischen Daaden und Kirburg. Der Langenbach, der zum Einzugsbereich der Sieg gehört, fließt durch das Ortsgebiet.
Zur Gemeinde gehört auch der Wohnplatz Langenbachermühle.

## Geschichte
Im Jahre 1261 wurde Langenbach erstmals urkundlich erwähnt.
Bevölkerungsentwicklung
Die Entwicklung der Einwohnerzahl von Langenbach bei Kirburg, die Werte von 1871 bis 1987 beruhen auf Volkszählungen:
| Jahr | Einwohner |
| ---- | --------- |
| 1815 | 284       |
| 1835 | 291       |
| 1871 | 340       |
| 1905 | 327       |
| 1939 | 454       |
| 1950 | 510       |
| 1961 | 526       |

| Jahr | Einwohner |
| ---- | --------- |
| 1970 | 585       |
| 1987 | 718       |
| 1997 | 1.062     |
| 2005 | 1.056     |
| 2011 | 1.084     |
| 2017 | 1.089     |
| 2023 | 1.080     |

## Politik

### Bürgermeister
Artur Schneider wurde 1994 Ortsbürgermeister von Langenbach. Bei der Direktwahl am 26. Mai 2019 wurde er mit einem Stimmenanteil von 85,29 % für weitere fünf Jahre in seinem Amt bestätigt. Er wurde im Juni 2024 wiedergewählt.

### Wappen
| Wappen von Langenbach bei Kirburg | Blasonierung: „Über blauem Wellenschildfuß, darin eine silberne Raute, in Silber eine wachsende Eiche mit grünem Laub, goldenen Eicheln und schwarzem Stamm, beiderseits begleitet von je zwei schräg aneinandergerückten, schwarzen Kantenwürfeln.“ |
| Wappen von Langenbach bei Kirburg | Wappenbegründung: Die Eiche stellt die im Ort an einer Straßenkreuzung stehende „Alte Eiche“ mit ihrer breiten Krone dar (wurde inzwischen durch eine Neuanpflanzung ersetzt). Die Kantenwürfel symbolisieren das hiesige Plattenbasaltvorkommen in seiner typischen Form. Die den Schildfuß begrenzende Wellenlinie verdeutlicht den Ortsnamen. Ein Bächlein gleichen Namens durchfließt den Südteil der Gemarkung. Die Raute im Schildfuß erinnert an das Rautenwappen der niederadeligen Geschlechtes derer von Langenbach. Es tritt urkundlich seit 1261 auf ist in der direkten Linie 1654 ausgestorben. Als saynischen Ministerialen war ihnen ein Teil des Hochgerichtes im Kirchspiel Kirburg übertragen. |

## Kultur und Sehenswürdigkeiten
Der Schulweg von Langenbach wurde am 14. Januar 2014 in Hierzuland in der Landesschau Rheinland-Pfalz im SWR Fernsehen porträtiert.
→ siehe Liste der Kulturdenkmäler in Langenbach bei Kirburg

## Verkehr
- Südlich des Ortes verläuft die B 414, die von Hohenroth nach Hachenburg führt.
- Die nächsten Autobahnanschlussstellen sind in Siegen oder Wilnsdorf an der A 45 Dortmund–Hanau, etwa 20 Kilometer entfernt.
- Der nächstgelegene ICE-Halt ist der Bahnhof Montabaur an der Schnellfahrstrecke Köln–Rhein/Main.